# TransUnion
TransUnion ist ein US-amerikanischer Finanzdienstleister, der neben Equifax und Experian zu den „Big Three“ der Wirtschaftsauskunfteien in den Vereinigten Staaten zählt. TransUnion verfügt über wirtschaftsrelevante Daten von über 500 Millionen Privatpersonen und Unternehmen. Das Unternehmen wurde 1968 als Holdinggesellschaft für die Union Tank Car Company (UTLX), einem Leasingunternehmen für Güterwagen, gegründet. Im Folgejahr stieg TransUnion mit der Übernahme des Credit Bureau of Cook County (CBCC) in die Wirtschaftsauskunft ein. CBCC hielt zu diesem Zeitpunkt Bonitätsdaten auf 3,6 Millionen Karteikarten. Dieser Geschäftszweig wurde in den folgenden Jahrzehnten weiter ausgebaut. Seit 1988 werden die gesamten USA mit den Dienstleistungen TransUnions abgedeckt. 1981 wurde TransUnion von der Marmon Group übernommen, die die Finanz-Sparte in den 1990er Jahren an Madison Dearborn Partners weiterverkaufte. Im Juni 2015 ging TransUnion in New York an die Börse. 
In der Vergangenheit gab es mehrere juristische Verfahren gegen TransUnion aufgrund fehlerhafter Einträge zu der Kreditwürdigkeit von Einzelpersonen, die nicht in einem angemessenen Zeitrahmen korrigiert wurden. TransUnion stand zudem in der Kritik, Besucher der Website seiner zentralamerikanischen Division auf Seiten weitergeleitet zu haben, die versuchten Schadprogramme auf die Rechner der Besucher herunterzuladen.
Im September 2021 übernahm das Unternehmen den US-amerikanischen Informations- und Kommunikations-Dienstleister NeuStar für 3,1 Milliarden Dollar.